# ASC Sonalec
El Association Sportive et Culturelle Sonalec, también conocido como ASC Sonalec, es un equipo de fútbol de Mauritania que juega en la Segunda División de Mauritania, la segunda liga de fútbol en importancia en el país.

## Historia
Fue fundado en la capital Nouakchott y ha sido campeón de la Liga mauritana de fútbol en una ocasión en 1995 y también han ganado la Copa mauritana de fútbol en dos ocasiones, todos los títulos conseguidos en la década de los años 1990s.
A nivel internacional han participado en un torneo continental, en la Copa Africana de Clubes Campeones 1996, donde fueron descalificados en la primera ronda por no pagar la cuota de inscripción a tiempo.

## Palmarés
- Liga mauritana de fútbol: 1

1994/95
- Copa mauritana de fútbol: 2

1996/97, 1997/98

## Participación en competiciones de la CAF
- Copa Africana de Clubes Campeones: 1 aparición

1996 - descalificado en la 1ª Ronda